# Manturovsky (huyện của Kursk)
Huyện Manturovsky (tiếng Nga: ? райо́н) là một huyện hành chính tự quản (raion), của Tỉnh Kursk, Nga. Huyện có diện tích 1019 kilômét vuông, dân số thời điểm ngày 1 tháng 1 năm 2000 là 18100 người. Trung tâm của huyện đóng ở Manturovo.